# Jüri Pootsmann
Jüri Pootsmann (1 de juliol del 1994) és un cantant estonià. Va guanyar la sisena temporada del Pop Idols estonià i va representar Estònia al Festival d'Eurovisió del 2016 amb la cançó «Play». Gràcies a la seva participació en el programa estonià va aconseguir iniciar la seva carrera discogràfica, per bé que és més conegut internacionalment per la seva participació en el certamen europeu.